# Warren E. Hearnes
Warren Eastman Hearnes (né le 24 juillet 1923, mort le 16 août 2009) est un homme politique américain démocrate, gouverneur du Missouri entre 1965 et 1973. Il est le premier à avoir servi à ce poste lors de deux mandats consécutifs.

## Biographie

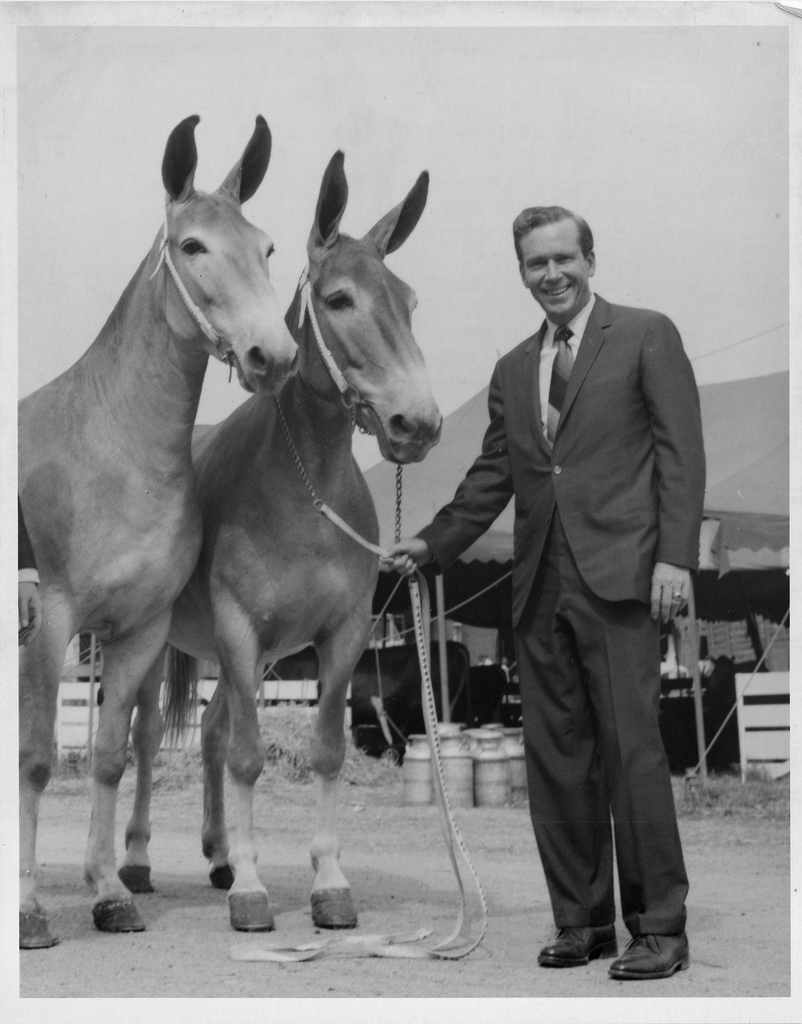
Warren Hearnes en 1969